# Поконо-Маунтен-Лейк (Пенсільванія)
Поконо-Маунтен-Лейк (англ. Pocono Mountain Lake Estates) — переписна місцевість (CDP) в США, в окрузі Пайк штату Пенсільванія. Населення — 875 осіб (2020).

## Географія
Поконо-Маунтен-Лейк розташоване за координатами 41°9′19″ пн. ш. 74°57′54″ зх. д. / 41.15528° пн. ш. 74.96500° зх. д. (41.155333, -74.965055).  За даними Бюро перепису населення США в 2010 році переписна місцевість мала площу 5,57 км², з яких 5,51 км² — суходіл та 0,06 км² — водойми.

## Демографія
Згідно з переписом 2010 року, у переписній місцевості мешкали 842 особи в 318 домогосподарствах у складі 231 родини. Густота населення становила 151 особа/км².  Було 609 помешкань (109/км²).
Расовий склад населення:
| - 84,8 % — білих - 5,6 % — чорних або афроамериканців - 2,3 % — азіатів - 0,8 % — корінних американців - 4,4 % — осіб інших рас |

До двох чи більше рас належало 2,1 %. Частка іспаномовних становила 13,5 % від усіх жителів.
За віковим діапазоном населення розподілялося таким чином: 21,0 % — особи молодші 18 років, 65,7 % — особи у віці 18—64 років, 13,3 % — особи у віці 65 років та старші. Медіана віку мешканця становила 44,0 року. На 100 осіб жіночої статі у переписній місцевості припадало 102,9 чоловіків;  на 100 жінок у віці від 18 років та старших — 101,5 чоловіків також старших 18 років.
Середній дохід на одне домашнє господарство  становив 61 016 доларів США (медіана — 57 875), а середній дохід на одну сім'ю — 87 784 долари (медіана — 83 625). За межею бідності перебувало 22,3 % осіб, у тому числі 60,0 % дітей у віці до 18 років та 0,0 % осіб у віці 65 років та старших.
Цивільне працевлаштоване населення становило 312 осіб. Основні галузі зайнятості: фінанси, страхування та нерухомість — 18,3 %, освіта, охорона здоров'я та соціальна допомога — 16,0 %, будівництво — 16,0 %.